# Until It Sleeps
"Until It Sleeps" é uma canção da banda estadunidense de heavy metal Metallica. Composta por James Hetfield e Lars Ulrich, é o primeiro single do álbum Load (1996). "Until It Sleeps" foi a primeira—e até então única—canção da banda a atingir o top 10 na parada musical dos Estados Unidos (Billboard Hot 100). A canção ganhou o "Readers' Choice Award" de canção do ano da revista  Metal Edge.

## Vídeo
O vídeo foi dirigido por Samuel Bayer e traz diversas referências visuais de obras do pintor holandês Hieronymus Bosch.

## Desempenho comercial
| Parada musical (1996)                          | Posição |
| ---------------------------------------------- | ------- |
| Austrália (ARIA)                               | 1       |
| Áustria (Ö3 Austria Top 75)                    | 12      |
| Bélgica (Ultratop 50 de Flandres)              | 8       |
| Bélgica (Ultratop 50 da Valônia)               | 16      |
| Canadian RPM Top Singles                       | 5       |
| Canadian RPM Alternative 30                    | 6       |
| Finlândia (Suomen virallinen lista)            | 1       |
| França (SNEP)                                  | 10      |
| O campo songid é OBRIGATÓRIO PARA PARADA ALEMÃ | 15      |
| Ireland (IRMA)                                 | 3       |
| Italy (FIMI)                                   | 9       |
| Países Baixos (Dutch Top 40)                   | 9       |
| Nova Zelândia (Recorded Music NZ)              | 11      |
| Noruega (VG-lista)                             | 2       |
| Spain (AFYVE)                                  | 16      |
| Suécia (Sverigetopplistan)                     | 1       |
| Suíça (Schweizer Hitparade)                    | 22      |
| UK Singles (The Official Charts Company)       | 5       |
| U.S. Billboard Hot 100                         | 10      |
| U.S. Billboard Modern Rock Tracks              | 27      |
| U.S. Billboard Mainstream Rock Tracks          | 1       |